# Zonnebeke
Zonnebeke é um município belga localizado na província de Flandres Ocidental. O município é constituído pelas vilas de Beselare, Geluveld, Passendale, Zandvoorde e Zonnebeke . Em 1 de Janeiro de 2006, o município de Zonnebeke tinha uma população de of 11.758 habitantes, uma área total de 67,57 km² a que correspondia uma densidade populacional de 174 habitantes por km².

## Deelgemeentes
O município encontra-se subdividido em cinco deelgemeentes: Beselare, Geluveld, Passendale, Zandvoorde e Zonnebeke.
| #   | Nome       | Superfície | Poulação (2014) |
| --- | ---------- | ---------- | --------------- |
| I   | Zonnebeke  | 16,55      | 4.472           |
| II  | Beselare   | 14,33      | 2.684           |
| III | Geluveld   | 7,79       | 1.553           |
| IV  | Passendale | 22,22      | 3.152           |
| V   | Zandvoorde | 6,68       | 521             |

Fonte:  

## Pessoas famosas nascidas em Zonnebeke
- Jan Theuninck, artista